# IC 2152
IC 2152 је спирална галаксија у сазвјежђу Зец која се налази на листи објеката дубоког неба у Индекс каталогу.
Деклинација објекта је - 23° 10' 50" а ректасцензија 5h 57m 53,3s. Привидна величина (магнитуда) објекта IC 2152 износи 12,5 а фотографска магнитуда 13,4. IC 2152 је још познат и под ознакама ESO 488-47, MCG -4-15-1, AM 0555-231, IRAS 05559-2311, PGC 18148.